# Подкумок (станция)
Подку́мок — железнодорожная станция Минераловодского региона Северо-Кавказской железной дороги, находящаяся в посёлке Подкумок Предгорного района Ставропольского края.

## Описание
Располагается на линии Минеральные Воды — Кисловодск, параллельно автомобильной трассе A157 Минеральные Воды — Кисловодск — Карачаевск. Станция предназначена для пригородного сообщения, остановка поездов дальнего следования не производится.

## Пригородное сообщение по станции
По состоянию на январь 2016 года по станции курсируют следующие поезда пригородного сообщения:
| № поезда | Маршрут движения              | № поезда | Маршрут движения              |
| -------- | ----------------------------- | -------- | ----------------------------- |
| 6101     | Кисловодск — Минеральные Воды | 6102     | Минеральные Воды — Кисловодск |
| 6103     | Кисловодск — Минеральные Воды | 6104     | Минеральные Воды — Кисловодск |
| 6105     | Кисловодск — Минеральные Воды | 6106     | Минеральные Воды — Кисловодск |
| 6107     | Кисловодск — Минеральные Воды | 6108     | Минеральные Воды — Кисловодск |
| 6109     | Кисловодск — Минеральные Воды | 6110     | Минеральные Воды — Кисловодск |
| 6111     | Кисловодск — Минеральные Воды | 6112     | Минеральные Воды — Кисловодск |
| 6113     | Кисловодск — Пятигорск        | 6122     | Пятигорск — Кисловодск        |
| 6115     | Кисловодск — Минеральные Воды | 6114     | Минеральные Воды — Кисловодск |
| 6117     | Кисловодск — Минеральные Воды | 6116     | Минеральные Воды — Кисловодск |
| 6119     | Кисловодск — Минеральные Воды | 6118     | Минеральные Воды — Кисловодск |
| 6121     | Кисловодск — Минеральные Воды | 6120     | Минеральные Воды — Кисловодск |
| 6123     | Кисловодск — Минеральные Воды | 6124     | Минеральные Воды — Кисловодск |
| 6125     | Кисловодск — Лермонтовская    | 6132     | Лермонтовская — Кисловодск    |
| 6127     | Кисловодск — Минеральные Воды | 6126     | Минеральные Воды — Кисловодск |
| 6129     | Кисловодск — Минеральные Воды | 6128     | Минеральные Воды — Кисловодск |
| 6131     | Кисловодск — Пятигорск        | 6136     | Пятигорск — Кисловодск        |
| 6133     | Кисловодск — Минеральные Воды | 6130     | Минеральные Воды — Кисловодск |
| 6135     | Кисловодск — Минеральные Воды | 6134     | Минеральные Воды — Кисловодск |
| 6137     | Кисловодск — Минеральные Воды | 6138     | Минеральные Воды — Кисловодск |
| 6139     | Кисловодск — Минеральные Воды | 6140     | Минеральные Воды — Кисловодск |
| 6141     | Кисловодск — Лермонтовская    | 6146     | Лермонтовская — Кисловодск    |
| 6143     | Кисловодск — Минеральные Воды | 6142     | Минеральные Воды — Кисловодск |
| 6145     | Кисловодск — Минеральные Воды | 6144     | Минеральные Воды — Кисловодск |
| 6147     | Кисловодск — Минеральные Воды | 6148     | Минеральные Воды — Кисловодск |

## Происшествия
3 сентября 2003 года в четвёртом вагоне пригородного электропоезда Кисловодск — Минеральные Воды в 7:35 (по московскому времени) вблизи станции прогремели два взрыва, в результате чего погибли 6 человек, ранения получили 92. Взрывные устройства были заложены под полотно железной дороги на расстоянии 5 метров друг от друга. Мощность взрывных устройств составила 15 кг в тротиловом эквиваленте.